# Boklotteriet
Boklotteriet var ett lotteri som inrättades 1948 på initiativ av författaren Carl-Emil Englund. Det var föregångare till det som 1965 skulle bli stiftelsen Litteraturfrämjandet, som upphörde 1992.

## Bakgrund
Carl-Emil Englund hade tidigare, som föreståndare för Konsum i Stockholm, anordnat ett antal mindre lotterier vars överskott gick till skönlitterära författare. Boklotteriet tillkom som en reaktion mot det ringa stöd staten gav skönlitterära författare och publicister med ett allvarligt syfte. Meningen var att genom ett lotteri skapa en årlig stipendiefond till förmån för dessa fria yrkesutövare. Initiativtagare och uppfinnare av detta lotteri var Carl-Emil Englund, som ledde lotteriet fram till sin död 1964. Efter hans död ombildades Boklotteriet till en stiftelse, Litteraturfrämjandet. Litteraturfrämjandet stödde litteratur och konst även med andra medel än prisutdelning. 1976 började man med hjälp av statsanslag utge kvalitetslitteratur i en serie som kom att kallas En bok för alla. Efter Englunds död utsågs Svante Pedersson till lotteriets föreståndare och 1970 efterträddes han av Rune Ovik. Litteraturfrämjandet upphörde 1992.

## Boklotteriet 1948-1965
Idén till Boklotteriet fick Englund då han reflekterade över hur trist det är för en ansvarskännande skribent att inte ha råd att "kunna ta sig ledigt från sitt försörjningsarbete" för att skriva. Detta helst som han hade en bestämd känsla av att den som inte tillhörde någon bestämd grupp, kotteri eller någon bestämd politisk eller litterär riktning och som inte hade lust eller möjlighet att tala för sig själv lätt blev bortglömd vid bokförlagens eller statens stipendieutdelningar. Ett av lotteriets uppgifter var att söka rätta till tidigare orättvisor. Exempel på författare som återupptäcktes tack vare Boklotteriet var Per Freudenthal (pseudonym Ode Balten) och Ivar Conradson.
Från en ringa början 1948  växte lotteriet till en stor organisation som årligen utdelade i dåtida penningvärde en kvarts miljon kronor i stipendier och blev till en oumbärlig hjälp för konstutövare av skilda slag. En summa om cirka 10 000 kronor utgick också till inköp av konst, vilken sedan skänktes till olika föreningslokaler i landet. Många författare från denna tid kunde vittna om vilken oerhörd betydelse Boklotteriets stipendier kom att få för deras möjligheter att skriva.
Några siffror talar sitt tydliga språk. Statens meritstipendier till skönlitterära författare utgick i slutet av 1950-talet till 100 000 kronor per år, en summa som var mindre än vad Boklotteriet betalade i stämpelavgifter och lotterivinstskatt till staten.
I Boklotteriet var praktiskt taget alla svenska folkrörelser engagerade:
- ABF (Arbetarnas bildningsförbund)
- Konsum (företrätt av veckotidningen Vi)
- Aftontidningen (AT) fram till 1956 då tidningen lades ned
- LO (företrädd av Aftonbladet och AT)
- Svenska Landsbygdens Studieförbund (SLS)
- Jordbrukarnas Föreningsblad, föregångaren till Land
- veckotidningen Folket i Bild

Stödet från dessa organisationer och tidningar var dock företrädesvis ideellt. De bidrog med propaganda och publicitet samt deltog i lotteriförsäljningen.
Boklotteriets syfte var alltså att skaffa pengar till författarstipendier och konstinköp men också att sprida böcker av god kvalitet över landet då den stora mängden vinster i lotteriet huvudsakligen bestod av böcker. I lotteriet fanns också som vinster mängder av sällsynta antikvariska böcker som Fem unga, Harry Martinsons debutbok Spökskepp, Henry Parlands Idealrealisation och en nästan komplett samling av Elmer Diktonius böcker. Men alla typer av böcker av god kvalitet fanns i vinstlistorna. Under de 25 första åren kunde mer än 2 miljoner böcker skickas till vinnare runt om i landet. På så sätt bidrog Boklotteriet också till att öka läsintresset.
Boklotteriet utgav även egna böcker som utgjorde vinster:
- 1956: Edgar Lee Masters Spoon River antologin översatt och tolkad av Bertel Gripenberg och med förord av Karl Vennberg.

- 1958: Francois Villon: Det stora testamentet och andra ballader i nyöversättning och tolkning av Axel Österberg och med en inledande essay av Per Meurling. Rikt illustrerad av konstnären och tecknaren Bengt Blomgren. Boken utgavs också samtidigt i en bibliofilupplaga om 300 numrerade exemplar innehållande de så kallade Stockholmsballaderna med en frontispiece och med en signerad teckning av konstnären.

- 1957: Naggen - Sveriges olydigaste skämttidning. Inledning och urval av Per-Erik Lindorm.

Englund ägde ett antal egenskaper och unika kunskaper som gjorde att Boklotteriet kunde fortleva och utvecklas. Han hade god kännedom om författarnas situation som vid denna tid var mycket svår. Englund hade också ett osedvanligt stort affärssinne och god organisationsförmåga vilka båda kom till användning vid inköp av böcker och andra vinster till Boklotteriet samt för att organisera försäljningen av lotter över hela landet.
Lotteriets styrelse utgjordes av fem personer, vilka utsåg en föreståndare vars främsta uppgift var att förbereda ärenden, göra bokinköp och övriga vinstinköp. organisera lottförsäljningen, komma med idéer och uppslag samt verkställa styrelsens beslut. Lotteriet kontrollerades av myndigheterna genom Handelsdepartementet och Överståthållarämbetet. Carl-Emil Englund var under 1948 till sin död 1964 lotteriets föreståndare. Som ordförande fungerade fran starten Ivar Sundvik men han efterträddes i slutet av 1950-talet av Nils Thedin. 
Vinsterna i lotteriet utgjordes av bilar, TV-apparater, kameror, utlandsresor, konst etc men huvudsakligen bestod vinsterna av böcker. Vinnarna av böcker kunde välja mellan cirka 500 olika bokpaket. Detta för att vederbörande vinnare skulle få sin egen smak tillgodosedd. Paketens marknadsvärde översteg alltid det på vinstförteckningen angivna. Den som köpte ett helt häfte lotter om 10 lottsedlar i nummerföljd var garanterad en bokvinst om någon av dessa lotter inte skulle utfalla med någon vinst vid dragningen. På så sätt spelade lottköparen gratis. Förhandlingen med bokförlagen skedde efter helt affärsmässiga former – ingen form av välgörenhet utövades från något håll, ett förhållande som var hållbart i längden.
Lottantalet var under 1948 – det första året – 150 000 som gav ett överskott på 47 000 kronor (i dåvarande penningvärde). Efterföljande år höjdes lottantalet till 200 000. Sedan ökade lottantalet etappvis till cirka 800 000 lotter.
Överskottet gick till författarstipendier. Tiotusen kronor gick varje år till inköp av konst som sedan skänktes till samlingslokaler landet runt. ABF och Svenska Landsbygdens Studieförbund erhöll dessutom pengar som användes till litteraturfrämjande åtgärder som uppläsningsaftnar, utbildning av cirkelledare i litterära ämnen etc. Stipendier avsattes också till bokillustratörer, journalister, kritiker och barn- och ungdomsförfattare.
1953 instiftade Boklotteriet sitt stora pris som skulle hedra ett stort svenskt författarskap. I juryn satt förutom Boklotteriets ordinarie styrelse medlemmar från Svenska Akademien, Sveriges Författarförbund och Publicistklubben. Under åren 1953-1967 var prissumman 25 000 kronor och därefter 50 000 kronor. Den förste som erhöll detta pris, som hette Stora priset men i folkmun kom att kallas lilla nobelpriset, var Ivar Lo-Johansson. Senare omdöptes detta pris till Litteraturfrämjandets stora pris.
1961 instiftade Boklotteriet Litteraturfrämjandets stora romanpris 1961. Avsikten med priset var att utmärka ett prosaverk som juryn funnit tillhöra de konstnärligt intressantaste i senaste årets produktion. Den förste som erhöll detta pris var Lars Gyllensten.